# 사랑에도 저작권이 있나요?
"사랑에도 저작권이 있나요?"는 2015년에 개봉한 대한민국의 영화이다.

## 캐스팅
- 최재환 : 동명 역
- 왕빛나 : 소연 역
- 김기연 : 분식집 아줌마 역
- 박명신 : 학원 원장 역
- 김진선 : 혜영 역
- 누엘 : 동명의 절친한 친구 역
- 고두림 : 민지 역
- 이규형
- 김재록
- 백재호
- 이다해
- 최창민 (특별출연)